# Dzień Gwiezdnych wojen

Dzień Gwiezdnych wojen

Dzień Gwiezdnych wojen (ang. Star Wars Day) – nieoficjalne święto fanów Star Wars obchodzone 4 maja.
Data święta została wybrana z fonetycznego przekształcenia sentencji pochodzącej z filmu „May the Force be with You!” (niech moc będzie z tobą), która jest wymawiana podobnie do „May the 4th be with You!” (Czwarty maja niech będzie z tobą). Zwrot ten został użyty po raz pierwszy w 1979 roku, gdy pogratulowano w ten sposób (za pomocą ogłoszenia prasowego) zwycięstwa w wyborach premier Margaret Thatcher. Maj jest miesiącem bardzo związanym z Gwiezdnymi wojnami – do 2005 premiera każdego epizodu sagi miała miejsce w maju (zerwano z tą tradycją w 2015, kiedy to premiera VII części odbyła się 18 grudnia). 
Niektórzy fani podchwycili pomysł, i dlatego 5 maja jest nazywany „Revenge of the 5th” od angielskiego tytułu 3. części sagi – Zemsty Sithów.
W Los Angeles istnieje jednak inna data dnia Gwiezdnych wojen – 25 maja – na cześć premiery pierwszego z filmów – Nowej nadziei.